# Pier Maria Pennacchi
Pier Maria Pennacchi (Treviso, 1464 – Treviso, tra il luglio 1514 e il marzo 1515) è stato un pittore italiano.

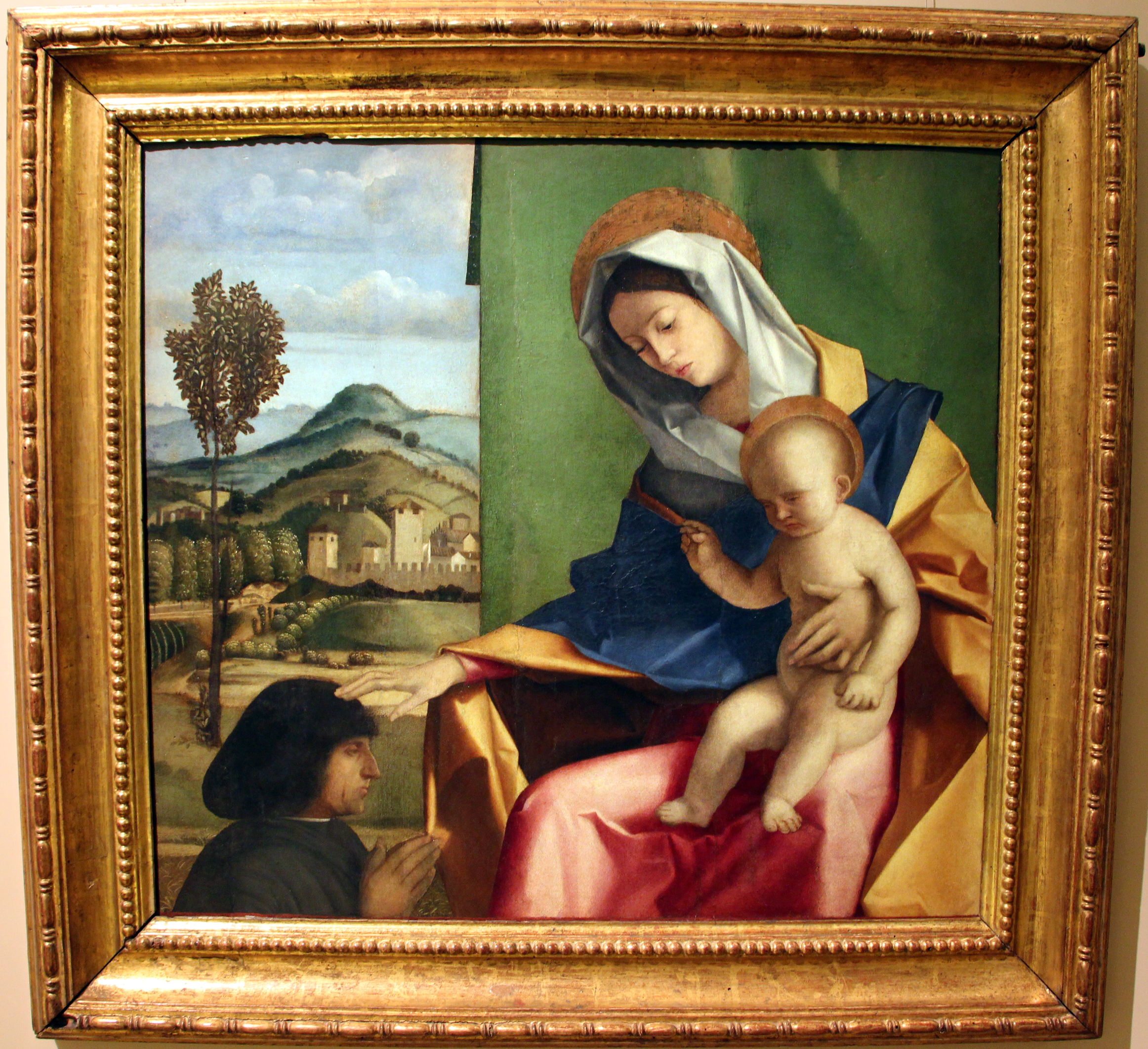
Madonna col Bambino e donatore (1490-1510 ca., Venezia, Galleria Giorgio Franchetti alla Ca' d'Oro)

Fu attivo principalmente nella città natale ed è considerato uno dei migliori artisti dell'entroterra veneto di epoca rinascimentale.

## Biografia

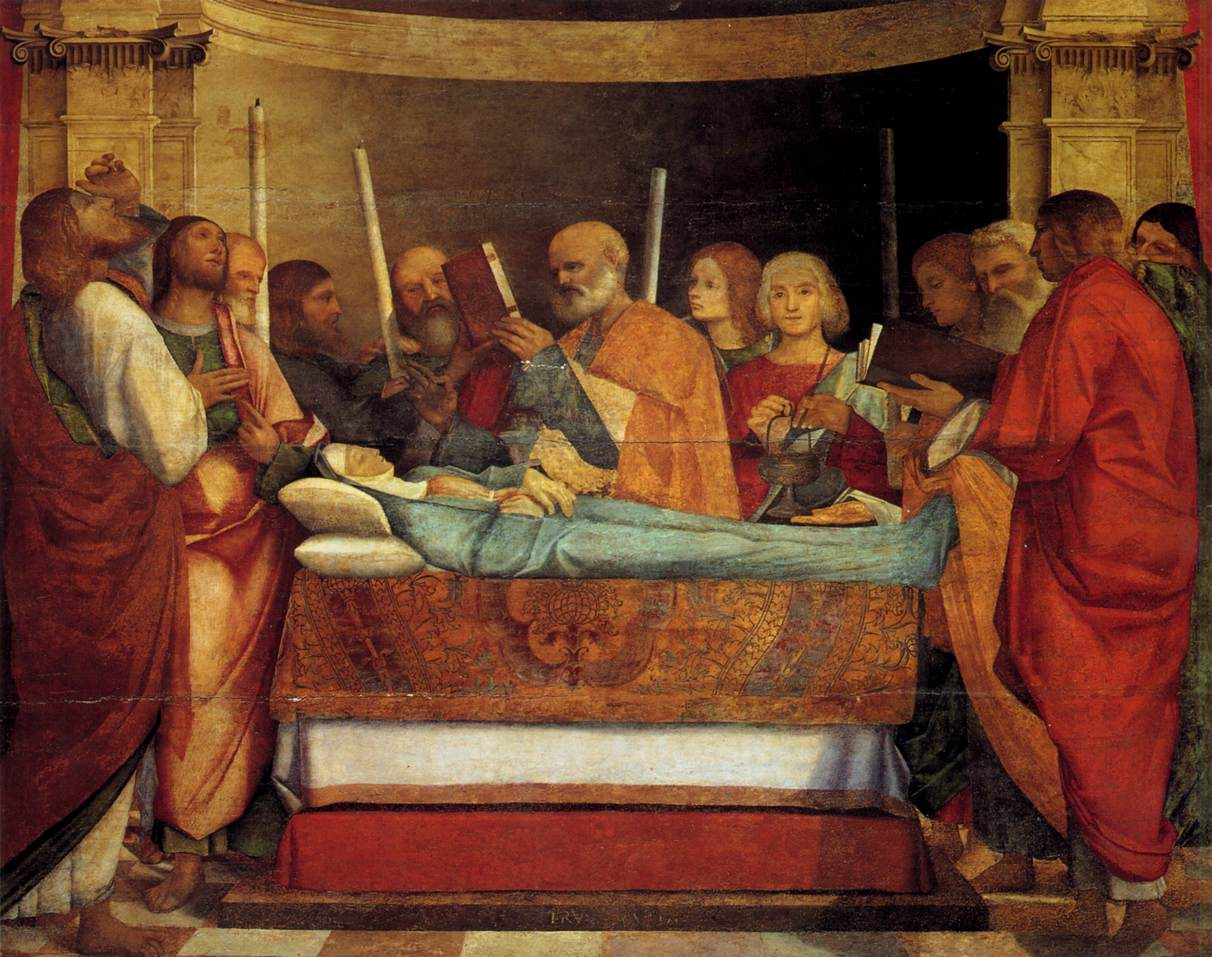
La Dormitio Virginis, opera autografa risalente al periodo 1505-1510 (Venezia, Gallerie dell'Accademia).

Era figlio di Giovanni di Daniele da Murano, mercante, e della sua seconda moglie Maria Bona di Marco da Altivole. Il cognome si riferisce all'attività del padre, proprietario di una merceria in piazza delle Erbe (attuale piazza Indipendenza) specializzata nella produzione di pennacchi e cimieri.
Si formò probabilmente nella bottega del fratello maggiore Girolamo, ma in giovane età ebbe anche contatti con altri artisti dell'ambito trevigiano, come Girolamo Strazzaroli da Aviano e Giovanni Matteo Teutonico.
Non è più plausibile, invece, l'ipotesi di Domenico Maria Federici (ripresa in tempi più recenti da Fritz Heinemann) che lo vorrebbe, in giovane età, collaboratore di Giovanni Bellini. Analisi più approfondite hanno dimostrato che lo stile dei primi anni è influenzato piuttosto da Alvise Vivarini, arricchendosi più avanti con elementi dell'arte della terraferma veneta (Bartolomeo Montagna, Giovanni Buonconsiglio e, in una seconda fase, Lorenzo Lotto) e nordica (Albrecht Dürer).
È attestato per la prima volta in un contratto del 16 novembre 1483, di cui fu testimone assieme a Girolamo Strazzaroli. Seguono vari altri documenti degli anni successivi, perlopiù legati agli affari familiari o alla stesura di atti a cui fu presente. Tra gli altri, si ricorda il contratto matrimoniale del 22 agosto 1493, stipulato con Altabella di Bartolomeo Brazo: la coppia, stabilitasi in contrada San Vito, avrà dieci figli (almeno secondo le genealogie di Nicolò Mauro), tra i quali Camilla, maritata all'allievo Domenico Capriolo, e Giovanni, anch'egli pittore ma di scarso successo. 
Alla morte del fratello Girolamo (luglio 1496) assunse la direzione della bottega di famiglia e negli stessi anni compaiono le prime notizie sulla sua attività pittorica. Il 7 febbraio 1495 fu incaricato, dietro il pagamento di 17 ducati, di dipingere «unum sofitatum ad quadros» per la casa del nobile Monfiorito da Coderta (perduto). Il 9 marzo successivo fu ingaggiato come arbitro per stimare l'opera di un collega, tale Paolo, per la chiesa di San Nicolò. Il 5 marzo 1498 assunse un garzone, Vincenzo di Angelo da Vicenza, assicurandogli un salario annuale di 6 ducati. Nel settembre 1500 dipinse la facciata del palazzo del nobile Giovanni Antonio Bettignol detto "da Bressa", in contrada San Nicolò, al soldo di 40 ducati (perduta).
In questo stesso periodo si collocano le opere più antiche che ci erano pervenute: due tavole – firmate – raffiguranti la Vergine col Bambino e quattro santi e il Cristo morto sorretto da due angeli, già conservate al Kaiser-Friedrich-Museum di Berlino e disperse alla fine della seconda guerra mondiale. Della stessa epoca dovrebbe essere l'affresco della Madonna del fiore, una Madonna con Bambino dipinta nel portico della chiesa di Santa Maria Maggiore. Più discussa l'appartenenza del Cristo benedicente (compreso nella collezione Martello di Firenze), nella quale alcuni hanno riconosciuto gli elementi alvisiani che caratterizzarono la prima fase artistica del Pennacchi.
Nell'agosto 1503 venne scelto, con Lorenzo Lotto, quale arbitro per valutare una pala d'altare dipinta da Vincenzo dalle Destre per la scomparsa chiesa di San Michele a Treviso. Negli stessi anni si osserva il passaggio a un'arte con maggiore fusione plastica e tonale, probabilmente dovuto ai più intensi contatti con il Lotto. 
Esemplare, in questo senso, la Vergine col Bambino e una santa del Kunstmuseum di Basilea, datata dai più 1505 e a lungo creduta del Lotto (si veda l'affinità con la pala di Santa Cristina al Tiverone). Dello stesso ambito sono diversi altri dipinti come la Madonna col Bambino tra i santi Giovanni Battista e Andrea (firmata «Petrus Maria a Tarvisio»; Musei civici di Treviso), la Madonna allattante (Museo di Castelvecchio di Verona), la Sacra Famiglia con donatore (firmata «Petrus Maria»; Museo civico di Bassano del Grappa), la Dormitio Virginis (firmata «[Pe]trus [M]aria»; Gallerie dell'Accademia di Venezia). Di attribuzione più incerta il Cristo benedicente (Galleria nazionale di Parma) e il tondo con Dio Padre benedicente (già nella Scuola di San Girolamo, ora alle Gallerie dell'Accademia).
Alla fine del primo decennio del secolo, in concomitanza con la partenza del Lotto da Treviso, si nota un aumento delle commissioni pubbliche. Il 27 gennaio 1509 gli fu commissionata una pala raffigurante San Giovanni Battista e quattro santi per la distrutta chiesa di Santa Maria del Gesù (perduta). Nel marzo 1511 accettò di affrescare la cappella del Santissimo nel duomo, su commissione della Scuola del Sacramento; l'opera, unica del Pennacchi a poter essere datata con certezza, è giunta sino a noi molto danneggiata e raffigura un Salvator mundi con cherubini. Il 1º aprile 1511 ebbe l'incarico di realizzare la pala dell'altare della Scuola dei Pelliciai nella chiesa di San Nicolò, raffigurante i Santi Giovanni, Teonisto e Tabra. 
Quest'ultimo dipinto rimase incompiuto per l'improvvisa scomparsa dell'autore: morì infatti, verosimilmente a Treviso, tra il luglio 1514 (quando risulta presente alla stesura di un atto) e il 15 marzo 1515 (quando la Scuola dei Pelliciai affidò la realizzazione della pala a Rocco Marconi). 
Al Pennacchi sono stati attribuiti numerosi altri lavori che la critica recente ha messo in forte dubbio, dimostrando quanto sia difficile dare una definizione coerente e unitaria al suo percorso artistico. Si citano, quali esempi, i contributi al monumento Onigo, nella chiesa di San Nicolò, e al barco della Regina Cornaro di Altivole. Difficile assegnargli anche le ante dell'organo della chiesa di Santa Maria dei Miracoli, così come i riquadri con i profeti sul soffitto della stessa (sono stati recentemente datati alla metà degli anni 1520).